# Sahlbergska gården
Sahlbergska gården är en gård i kvarteret Storken i centrala Hedemora, Dalarnas län. Gården byggdes efter branden 1849 och namnet kommer från Filip Sahlberg, som bedrev bokhandel i huvudbyggnaden från 1891 och mer än 50 år framåt.

## Historik
Sahlbergska gården är tvillinggård med Perssonska gården på andra sidan Kyrkogatan och liksom denna uppbyggd efter branden 1849. Branden startade i grannfastigheten, hos källarmästare Lagus. Den spred sig sedan till gården på platsen för den nuvarande Sahlbergska gården, som beboddes av Fredrik Lagergren, brukspatron på Klosters bruk. 1850 bodde G. Ström i den nya gården, möjligen var det även han som lät uppföra den. I noteringar från 1878 anges istället urfabrikör J. E. Lidenvall som ägare.
Gården har sedan uppförandet varit tänkt som kombinerat bostads- och handelshus, på fotografier från 1880-talet syns flera dörrar, fönster och trappor till handelsbodar i huvudbyggnaden. 1850 öppnade apotekare Carl Arvid Ruth bokhandel i längan längs Ämbetsgatan.
1852 tog bokhandlare Robert Pålman över lokalen och bedrev en filial till sin bokhandel i Falun. 1857 övertog Carl Nordin rörelsen, och hade några olika föreståndare för bokhandeln fram till 1880, då Filip Sahlberg började.  Sahlberg, som föddes 1856, övertog butiken 1891 och bedrev bok- musik- och pappershandel i mer än 50 år. Han lät även öppna filialer i bl.a. Avesta, Säter, Norberg och Långshyttan.
I hörnet Ämbetsgatan/Kyrkogatan låg på 1920-talet Svenska Handelsbanken, men när de flyttade 1926 öppnades istället Sven Nylens Kafé. Därefter har det varit olika verksamheter i lokalen, såsom en sportaffär. 1990 öppnade Säterföretaget Annas bageri brödbod, och i slutet av 1994 startade kaféet Smörgåstårtan. På våren 2000 skedde en överlåtelse av rörelsen, som bytte namn till Tant Gredelin. Hösten 2004 bytte återigen kaféet namn och ägare, till nuvarande (2014) Smörgåsboden.

## Uppbyggnad
Gården ligger vid Stora torget och består av huvudbyggnad i en och en halv våning, med innergård och uthus. Huvudbyggnaden är uppbyggd av timmer på stengrund. Sadeltaket har enkupigt rött taktegel. Såväl Sahlbergskas som Perssonska gårdens huvudbyggnader reveterades med spritputs år 1890.
Liksom många andra byggnader i den gamla stadskärnan finns källare under husen från tiden före den första stadsbranden 1754. På den Sahlbergska innergården finns två motstående källarnedgångar. Den sydöstra leder, via en brant trappa, ner i ett källarvalv som mäter 9 x 4,5 m och tre meter i takhöjd. Sockeln är av gråsten och tunnvalven är slagna av tegel. I väggar och valv finns välvda nischer och antydningar till igensatta öppningar. Den nordvästra källaren är tudelad och ligger delvis under Ämbetsgatan. Via två trappor och en krökt gång kommer man till de båda valven på 4,5 x 2,7 m vardera. På den grusade innergården står de röda uthusen av timmer med enkupigt taktegel, liksom ett kraftigt vårdträd. Fasaden var timrad fram till 1890-talet.

## Galleri

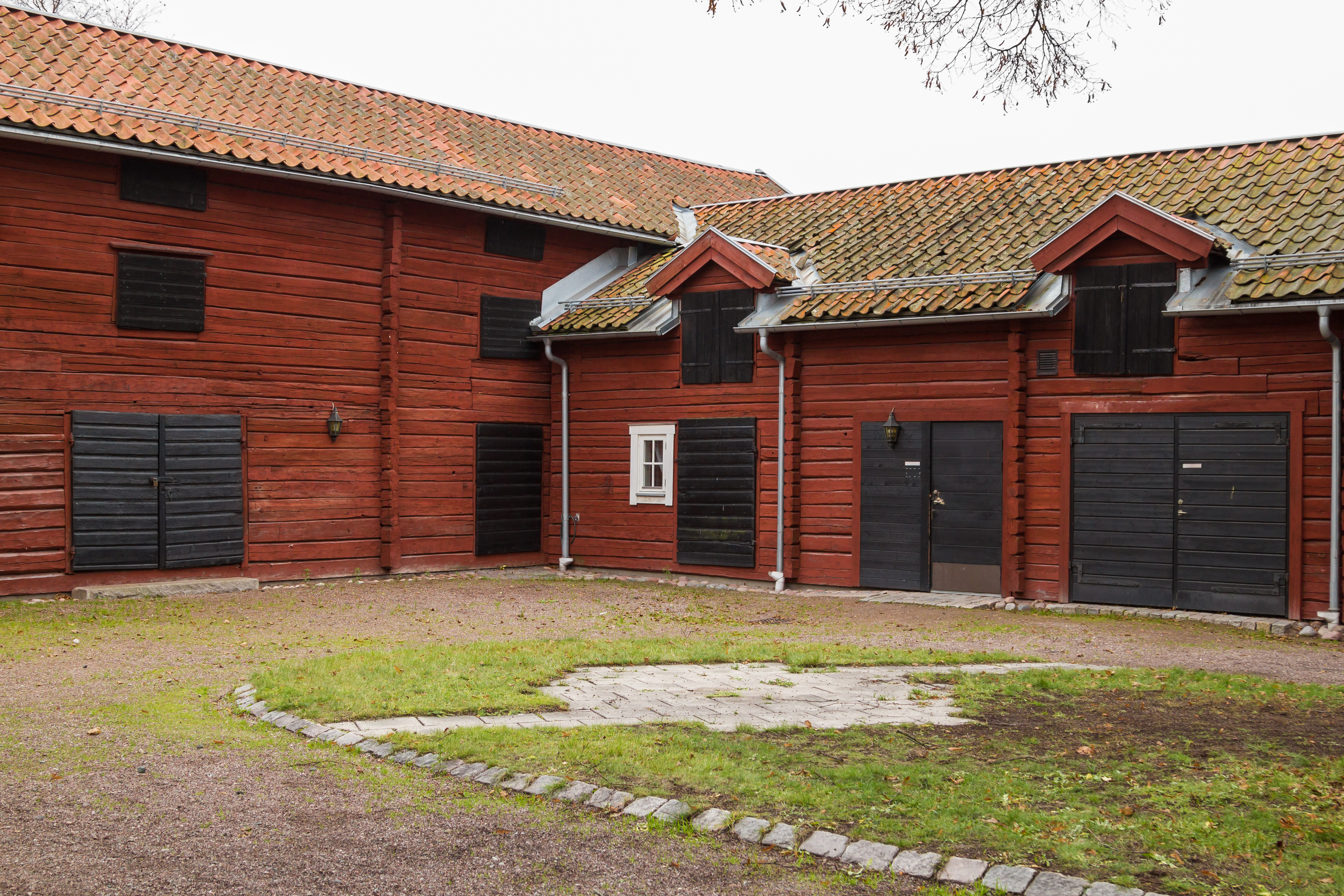
Innergården
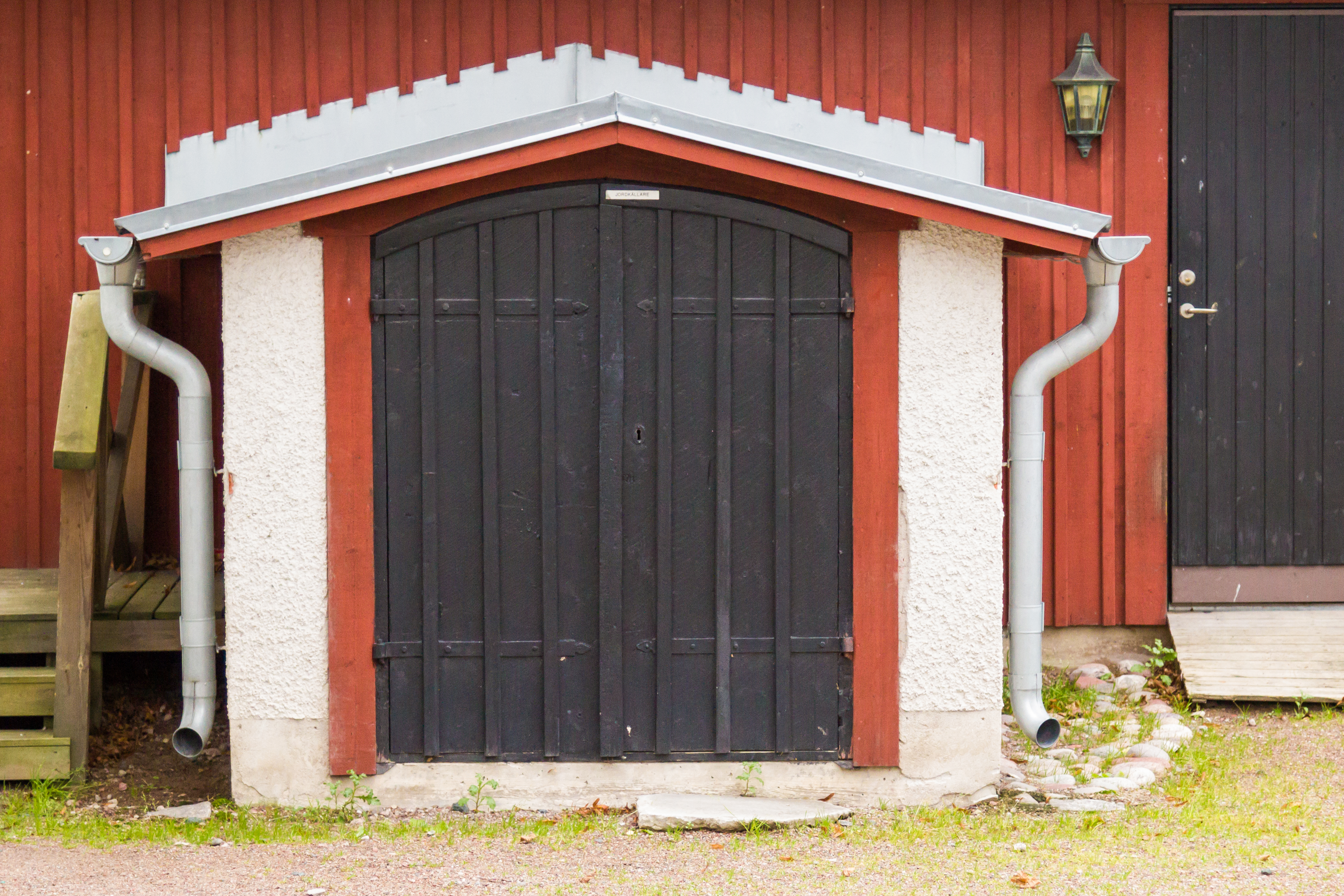
Nedgång till sydvästra källaren
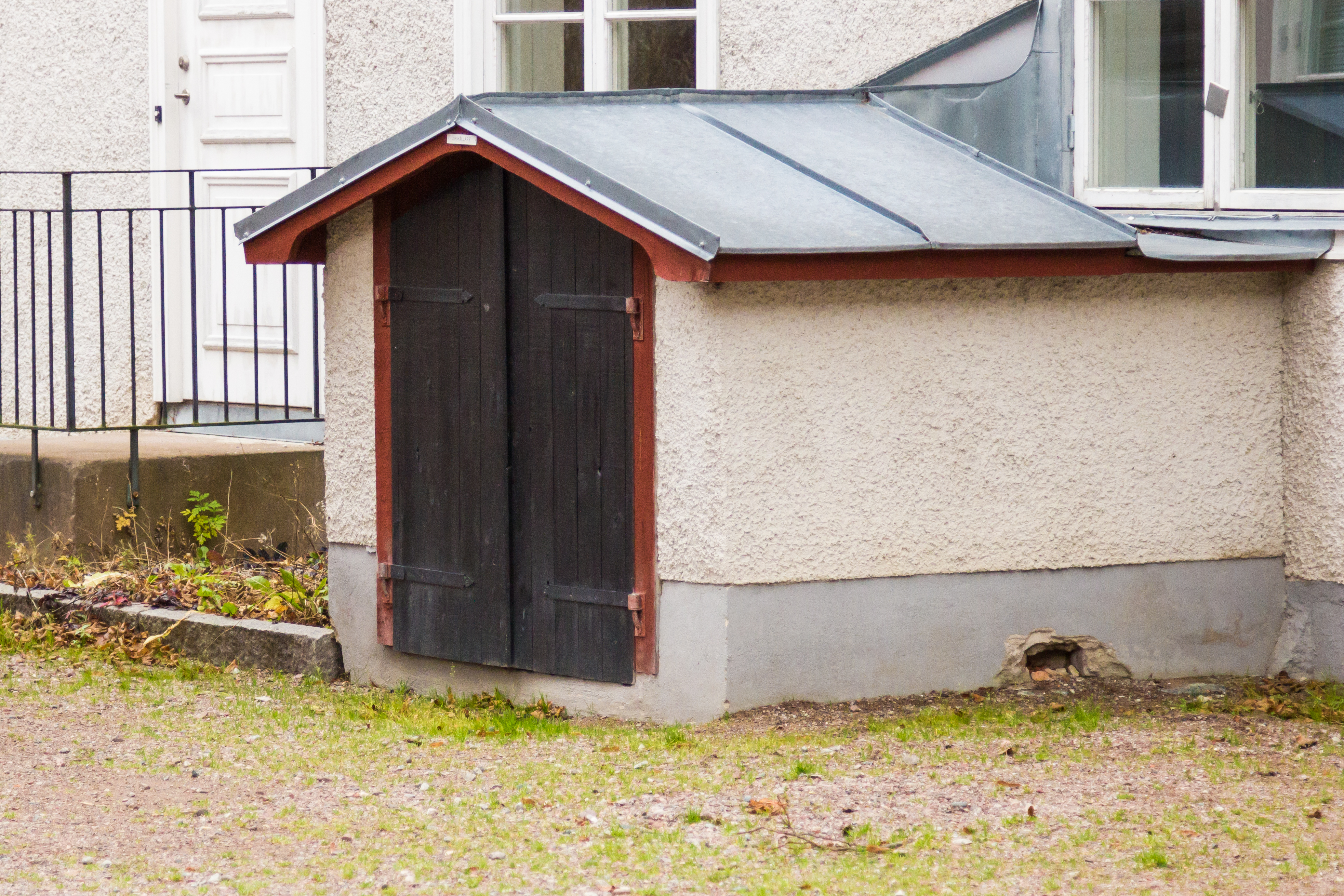
Nedgång till nordöstra källaren